# روستوك
روستوك (بالألمانية: Rostock) هي مدينة وميناء بحري تقع في شمال ألمانيا على مصب نهر فارنوف على بحر البلطيق. تعد أكبر مدن ولاية ميكلينبورغ-فوربومرن، إحدى ولايات ألمانيا الستة عشرة. يبلغ عدد سكانها حوالي 230,000 ألف نسمة. تم بناء الميناء بين أعوام 1957 - 1960. كانت أهم ميناء في جمهورية ألمانيا الديمقراطية (ألمانيا الشرقية) حتى اتحاد الألمانيتين عام 1990. بها أقدم جامعة في شمال أوروبا، حيث يعود تاريخها إلى عام 1419.

## المناخ
يظهر الجدول التالي التغييرات المناخية على مدار السنة لروستوك:
| البيانات المناخية لـروستوك        | البيانات المناخية لـروستوك | البيانات المناخية لـروستوك | البيانات المناخية لـروستوك | البيانات المناخية لـروستوك | البيانات المناخية لـروستوك | البيانات المناخية لـروستوك | البيانات المناخية لـروستوك | البيانات المناخية لـروستوك | البيانات المناخية لـروستوك | البيانات المناخية لـروستوك | البيانات المناخية لـروستوك | البيانات المناخية لـروستوك | البيانات المناخية لـروستوك |
| الشهر                             | يناير                      | فبراير                     | مارس                       | أبريل                      | مايو                       | يونيو                      | يوليو                      | أغسطس                      | سبتمبر                     | أكتوبر                     | نوفمبر                     | ديسمبر                     | المعدل السنوي              |
| --------------------------------- | -------------------------- | -------------------------- | -------------------------- | -------------------------- | -------------------------- | -------------------------- | -------------------------- | -------------------------- | -------------------------- | -------------------------- | -------------------------- | -------------------------- | -------------------------- |
| الدرجة القصوى °م (°ف)             | 14.0 (57.2)                | 17.0 (62.6)                | 22.3 (72.1)                | 29.5 (85.1)                | 32.8 (91.0)                | 35.0 (95.0)                | 35.5 (95.9)                | 36.9 (98.4)                | 32.4 (90.3)                | 26.1 (79.0)                | 19.5 (67.1)                | 15.5 (59.9)                | 36.9 (98.4)                |
| متوسط درجة الحرارة الكبرى °م (°ف) | 3.4 (38.1)                 | 3.9 (39.0)                 | 7.1 (44.8)                 | 11.6 (52.9)                | 16.3 (61.3)                | 18.1 (64.6)                | 21.8 (71.2)                | 21.7 (71.1)                | 18.0 (64.4)                | 13.1 (55.6)                | 7.7 (45.9)                 | 4.2 (39.6)                 | 12.4 (54.3)                |
| المتوسط اليومي °م (°ف)            | 1.4 (34.5)                 | 1.7 (35.1)                 | 4.3 (39.7)                 | 8.2 (46.8)                 | 12.5 (54.5)                | 15.6 (60.1)                | 18.3 (64.9)                | 18.2 (64.8)                | 14.8 (58.6)                | 10.3 (50.5)                | 5.6 (42.1)                 | 2.3 (36.1)                 | 9.5 (49.1)                 |
| متوسط درجة الحرارة الصغرى °م (°ف) | −0.7 (30.7)                | −0.4 (31.3)                | 1.6 (34.9)                 | 4.7 (40.5)                 | 8.8 (47.8)                 | 12.2 (54.0)                | 14.6 (58.3)                | 14.6 (58.3)                | 11.6 (52.9)                | 7.5 (45.5)                 | 3.4 (38.1)                 | 0.3 (32.5)                 | 6.6 (43.9)                 |
| أدنى درجة حرارة °م (°ف)           | −17.8 (0.0)                | −18.4 (−1.1)               | −15.1 (4.8)                | −4.0 (24.8)                | 0.0 (32.0)                 | 2.5 (36.5)                 | 7.3 (45.1)                 | 6.5 (43.7)                 | 3.4 (38.1)                 | −1.8 (28.8)                | −9.3 (15.3)                | −15.6 (3.9)                | −18.4 (−1.1)               |
| الهطول مم (إنش)                   | 47.6 (1.87)                | 36.5 (1.44)                | 41.5 (1.63)                | 34.8 (1.37)                | 52.9 (2.08)                | 70.2 (2.76)                | 62.2 (2.45)                | 67.1 (2.64)                | 60.0 (2.36)                | 45.5 (1.79)                | 49.1 (1.93)                | 48.9 (1.93)                | 616.3 (24.26)              |
| متوسط أيام هطول الأمطار           | 10.3                       | 8.8                        | 9.1                        | 7.5                        | 8.6                        | 10.1                       | 8.8                        | 9.8                        | 9.8                        | 9.6                        | 10.5                       | 9.9                        | 112.8                      |
| ساعات سطوع الشمس الشهرية          | 46.4                       | 66.4                       | 119.6                      | 191.8                      | 257.9                      | 230.0                      | 248.6                      | 219.8                      | 158.9                      | 108.6                      | 53.8                       | 38.0                       | 1٬739٫8                    |
| المصدر: Météo Climat              |                            |                            |                            |                            |                            |                            |                            |                            |                            |                            |                            |                            |                            |

## الجامعات والمعاهد
جامعة روستوك هي ثالث أقدم جامعة في ألمانيا بعد جامعتي هايدلبرغ ولايبتزغ.

## معرض صور

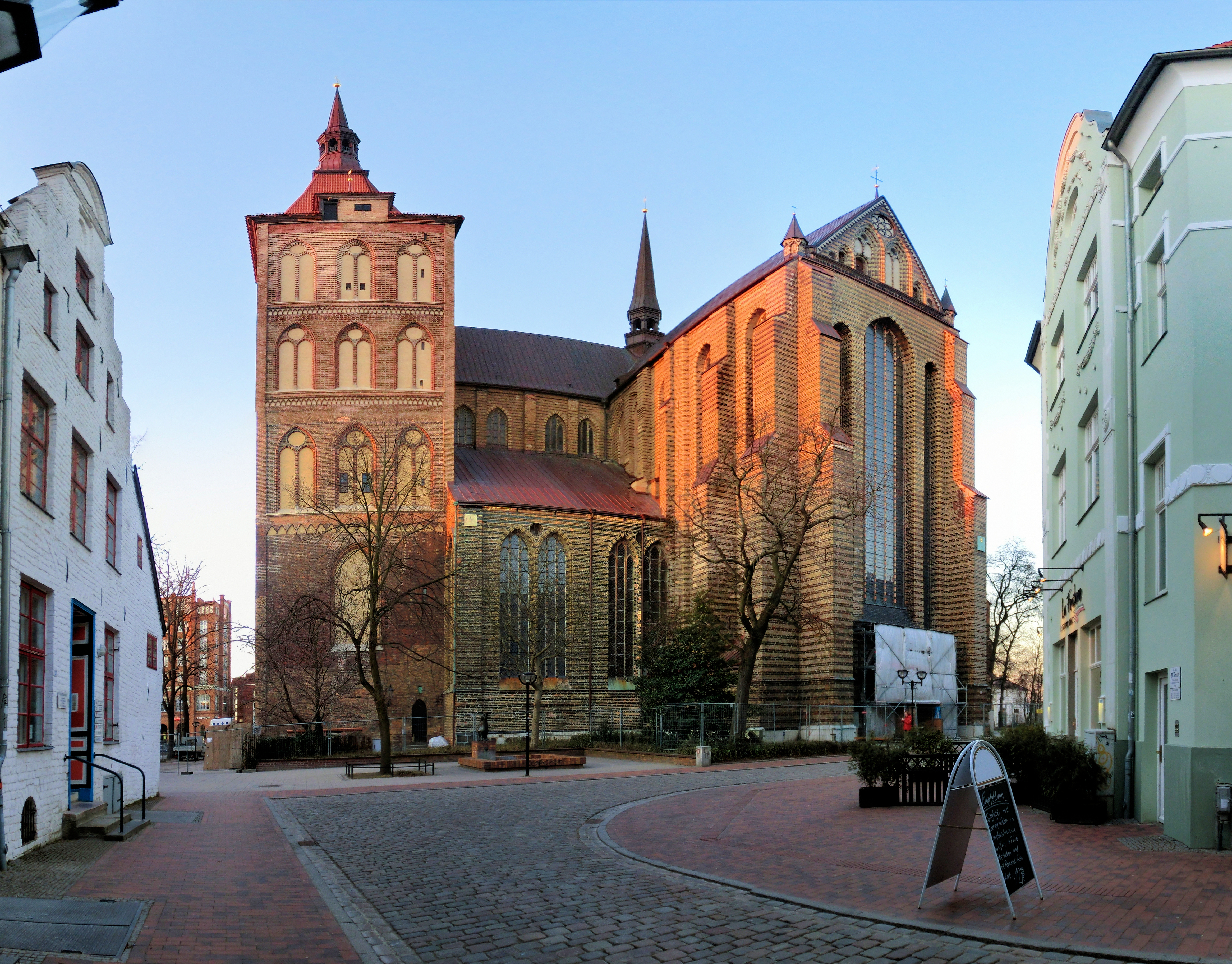
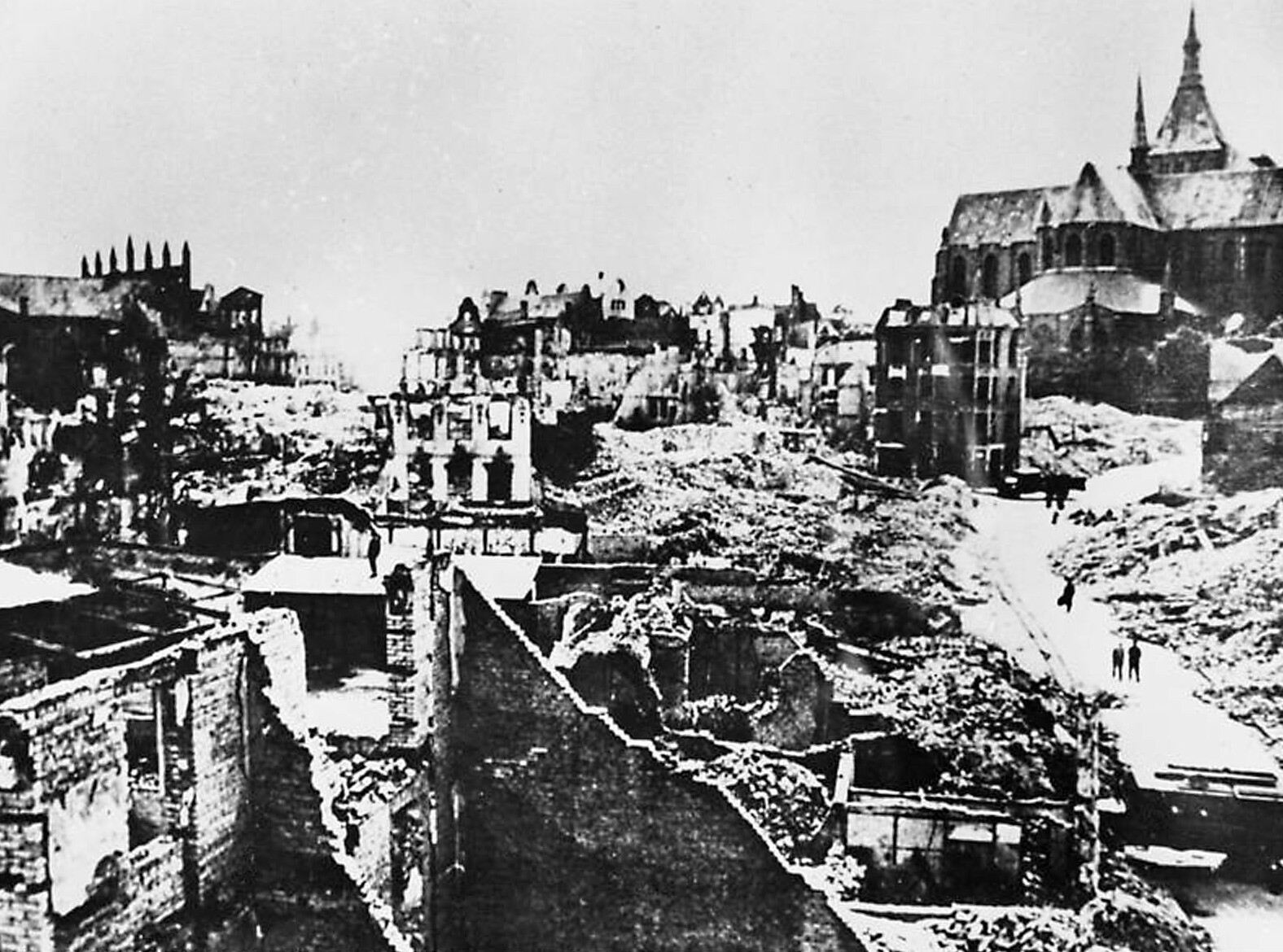
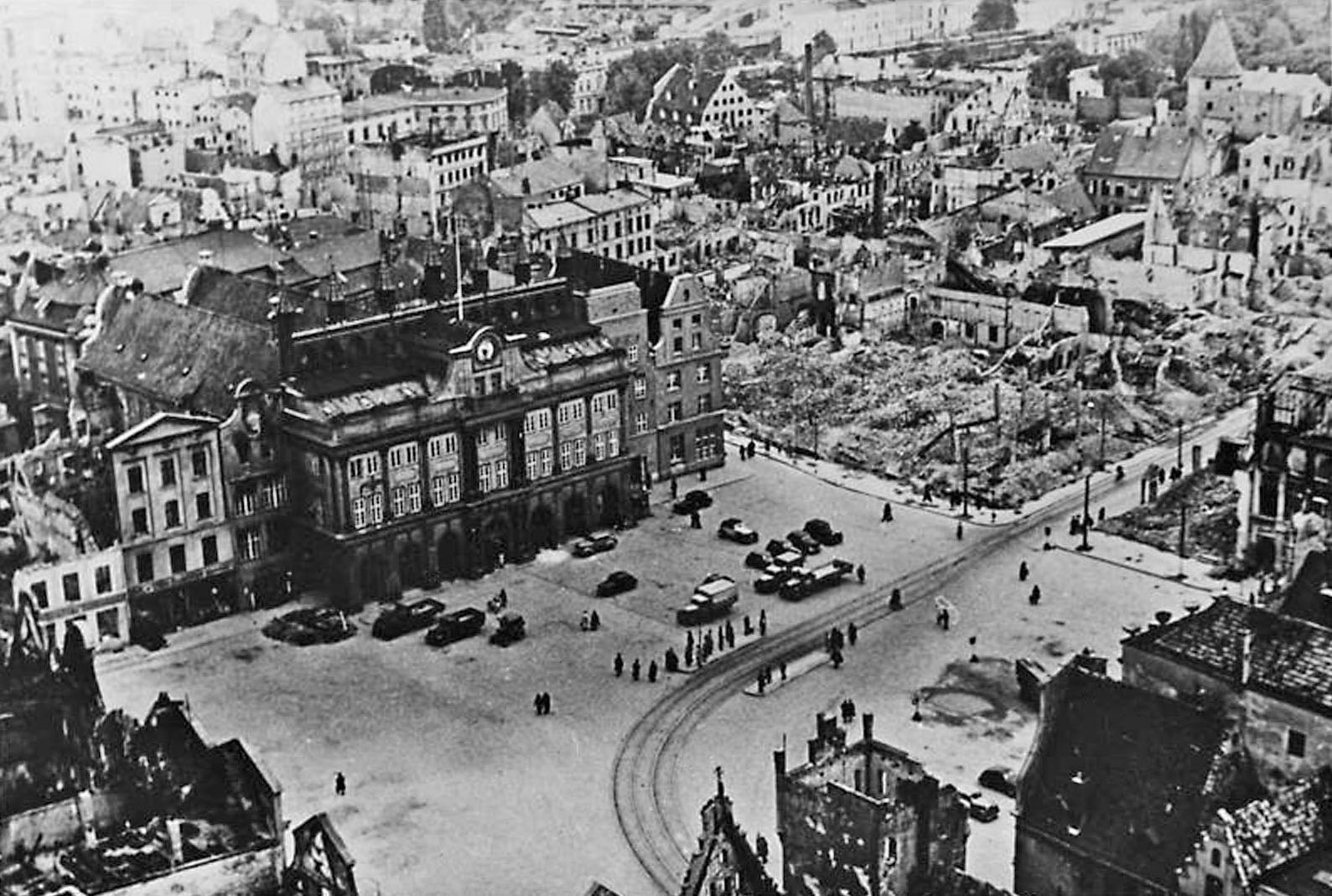
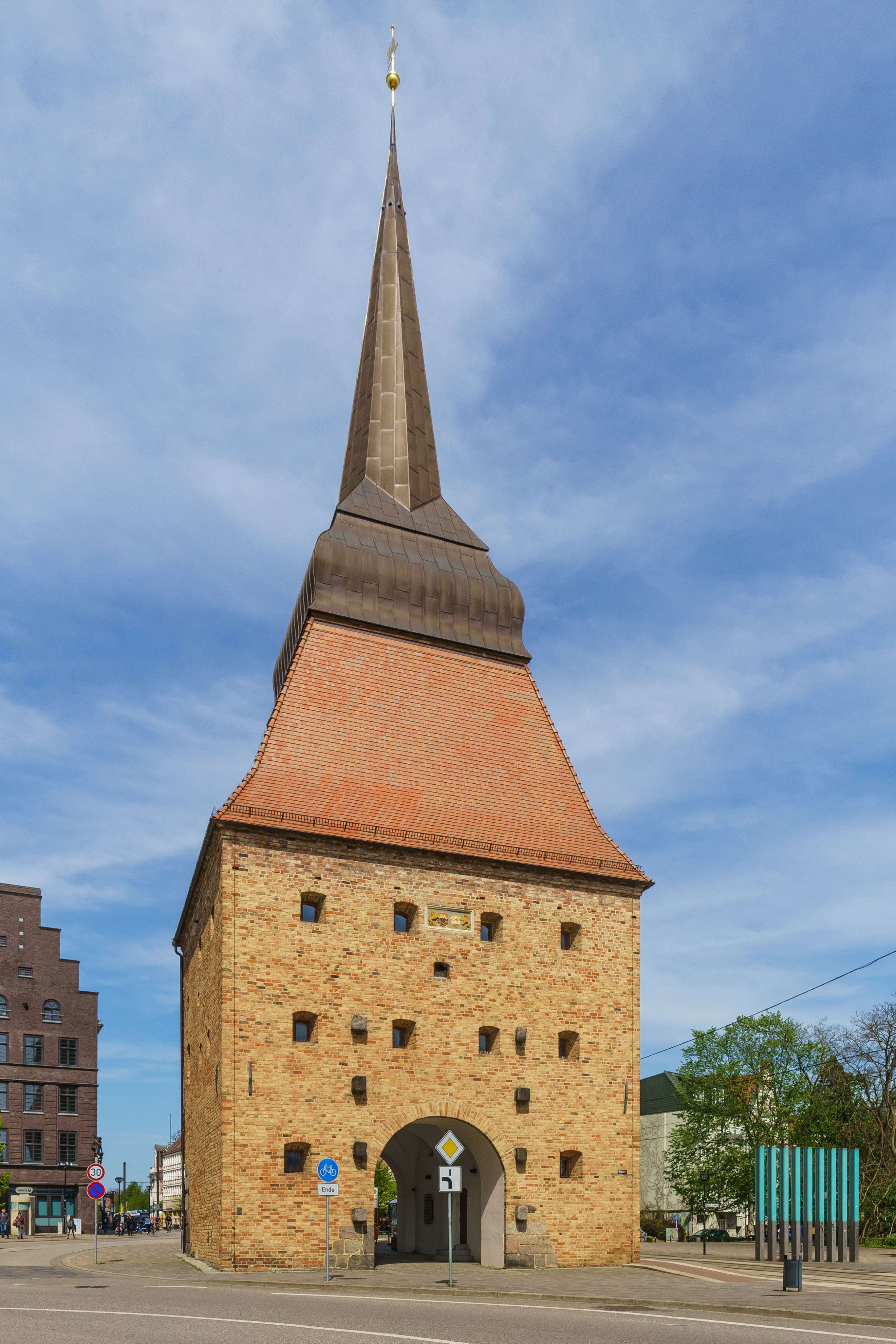
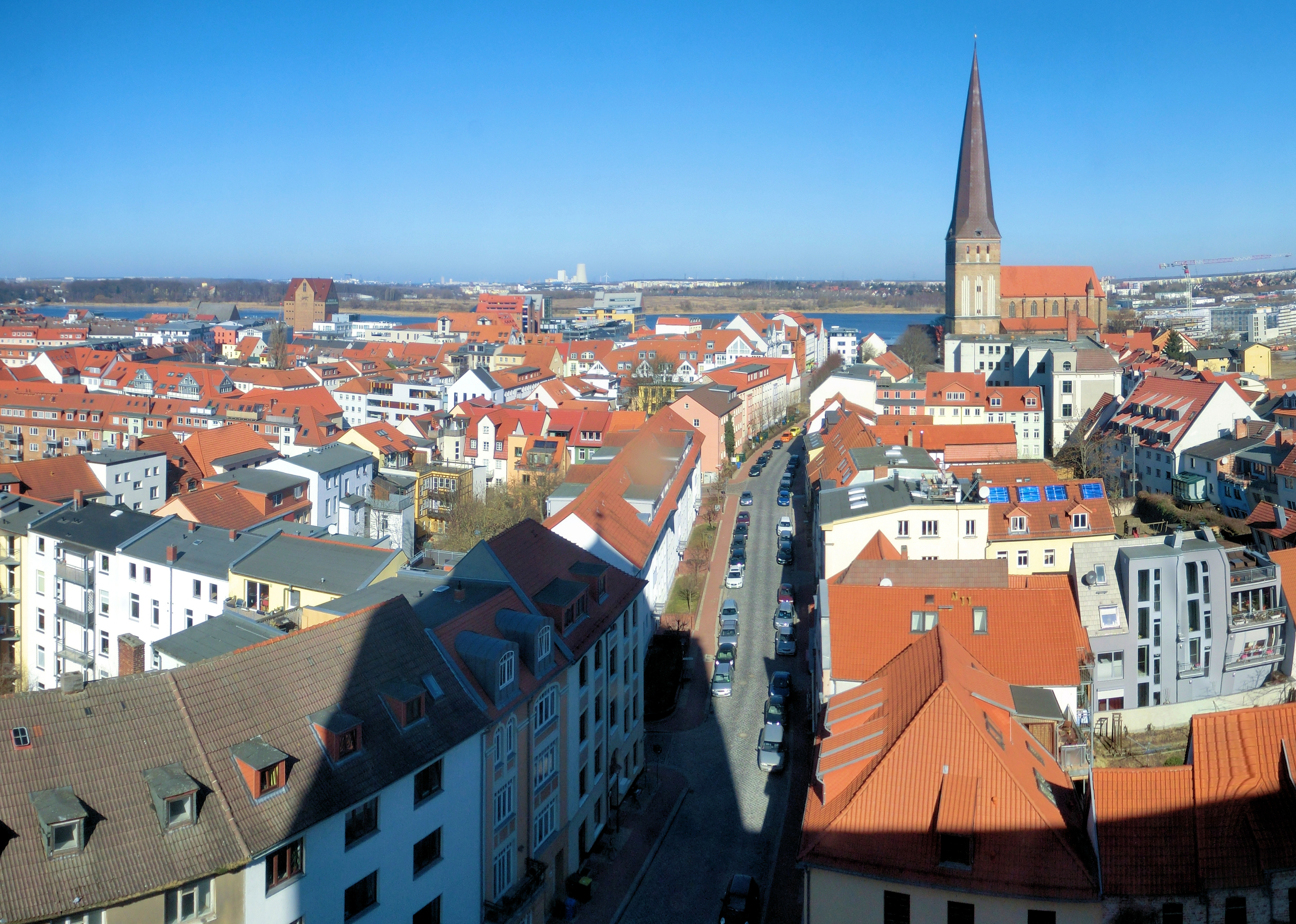
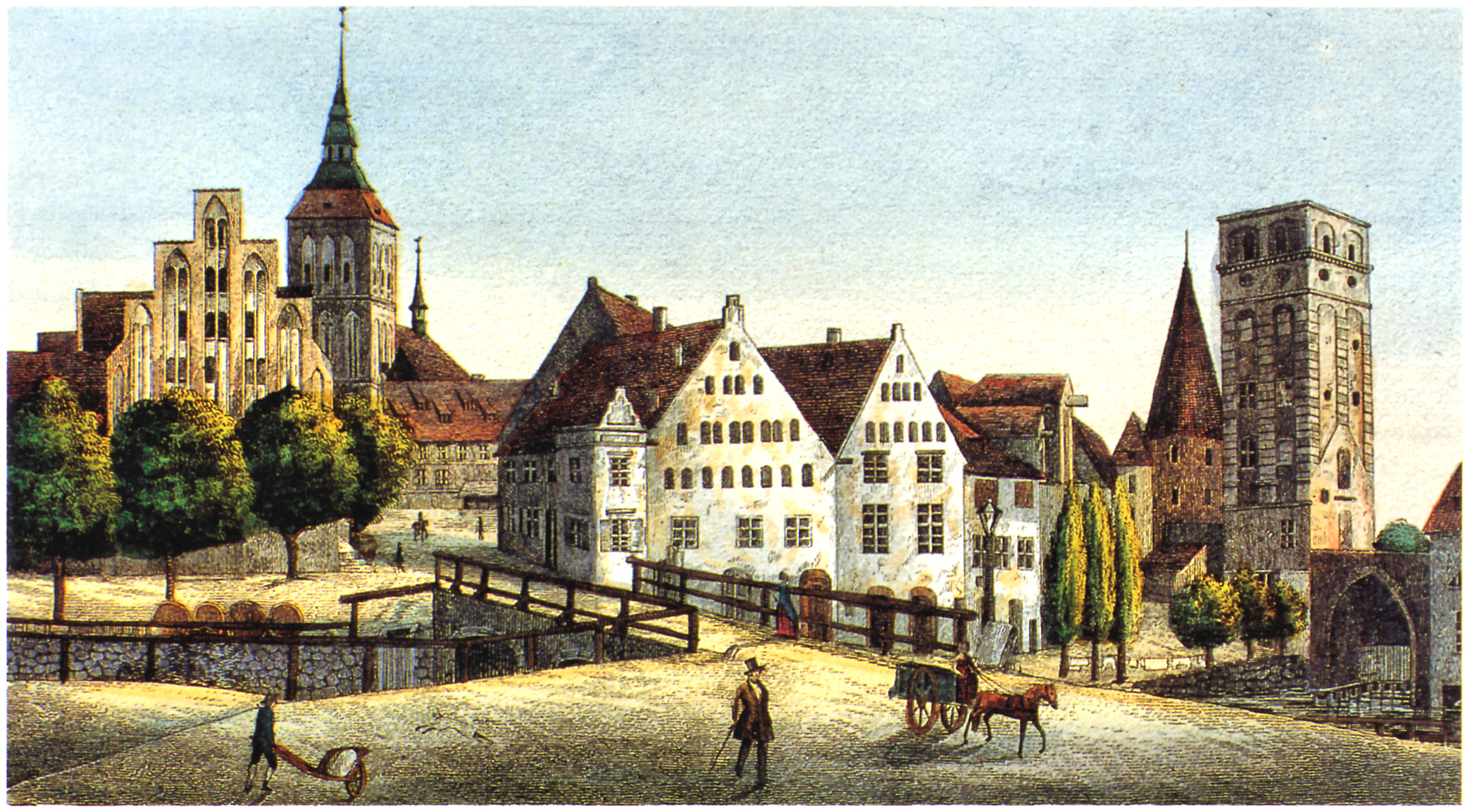

## توأمة
لروستوك اتفاقيات توأمة مع كل من:
- فارنا (1966 - )
- شتشين (1957 - )
- توركو (1959 - )
- دونكيرك (1960 - )
- ريغا (1961 - )
- أنتويرب (1963 - )
- بلدية كوثنبورغ (1965 - )
- داليان (1988 - )
- رالي (2001 - )
- رييكا (1966 - )
- بريمن (1987 - )
- آرهوس (1964 - )
- Communauté urbaine de Dunkerque [الإنجليزية]‏
- Guldborgsund Municipality [الإنجليزية]‏ منذ (2014 - )
- ترييستي
- كالينينغراد (1999 - )
- باطوم (2012 - )[30]

## أعلام
- فرانز أبنوس
- هوغو غروتيوس
- فريدريش فيلهلم راهه
- أوقست ميخائيلس
- غوستاف مي
- آنا ليوبولدوفنا
- رودلف برلين
- يواخيم غاوك
- يان أولريش
- نويل ليتييه
- إرنست بارلاخ